# Codex Vercellensis 158
Codex Vercellensis 158 ist eine lateinische Sammelhandschrift auf Pergament, die sich in der Biblioteca Capitolare in Vercelli befindet. Es ist eine Unziale aus dem 6. oder 7. Jh. Gundermann gibt jedoch 5. oder 6. Jahrhundert an. Sie enthält Colophone in großen Unzialen in rot und schwarz, mit Zickzacklinien abgesetzt. Rote Tinte wurde verwendet für die ersten drei Zeilen eines jeden Buchs und für die erste Zeile eines Kapitels. Das Format der Seiten ist 24,5 × 22,5 cm, und die Seiten enthalten 23 bis 24 Zeilen. Die Handschrift stammt vermutlich aus Spanien. Der Randbereich enthält Anmerkungen in westgotischer Schrift und weitere Unzialen und Kursivschriften aus dem 8. Jahrhundert. Der Codex umfasst 373 Folio. Der Codex wies bereits im 8. Jahrhundert Lücken auf, die Folio 360 bis 363 wurden deswegen im 8. Jahrhundert ersetzt und werden als Cod. Verc. 158b signiert. Die Schrift ist gebunden in Hefte zu acht Folio.

## Inhalt
- Folio 1–5 Epistula Clementis
- Folio 6–10 Widmung an Bischof Gaudentius
- Folio 10–327r Recognitiones S. Clementis
- Folio 328–373v Acta Petri